# Leurophyllum tenebrosum
Leurophyllum tenebrosum är en insektsart som först beskrevs av Brunner von Wattenwyl 1895.  Leurophyllum tenebrosum ingår i släktet Leurophyllum och familjen vårtbitare. Inga underarter finns listade i Catalogue of Life.